# Großenwiehe
Großenwiehe (tiếng Đan Mạch: Store Vi) là một đô thị ở huyện Schleswig-Flensburg, trong bang Schleswig-Holstein, nước Đức. Đô thị Großenwiehe có diện tích 30,2 km², dân số thời điểm 31 tháng 12 năm 2006 là 2804 người.